# Ungeschminkt (Album)
Ungeschminkt ist ein deutschsprachiges Studioalbum der dänischen Sängerin Gitte Hænning aus dem Jahr 1982.

## Hintergrund
Nach der Veröffentlichung von Bleib noch bis zum Sonntag, einer deutschsprachigen Aufnahme des Andrew-Lloyd-Webber-Musicals Tell Me on a Sunday, stellte Gitte Hænning 1982 ihr zweites Konzeptalbum vor. Alle Songs wurden von Guido & Maurizio De Angelis komponiert, die als Oliver Onions in den 1970er Jahren bereits zahlreiche Hits in Deutschland gehabt hatten, meist als Titelsongs zu Filmen mit Terence Hill und Bud Spencer. Die Texte stammen aus der Feder des Librettisten Michael Kunze, der in den 1980er Jahren eng mit Hænning zusammenarbeitete und ihr zu einem neuen Image als emanzipierte Pop-Interpretin jenseits des Schlagers verhalf. Die Kritiken zu diesem Album fielen positiv aus und die Single Ich will alles stieg auf Platz 42 der deutschen Charts.

## Titelliste
Alle Lieder wurden von Guido und Maurizio de Angelis komponiert, alle Texte von Michael Kunze geschrieben.
1. Wie Himbeeren auf Eis 4:27
2. Ich bin stark 4:10
3. Der Anruf (Er rief an) 4:33
4. Tränen? – Vielleicht 3:55
5. Ein Engel, der über Leichen geht 4:04
6. Ich will alles 3:52
7. Die Faust 0:48
8. Und wenn ich dich liebe 4:18
9. Gib mich frei 3:45
10. Ungeschminkt 0:38
11. Die Schlange 3:34
12. Hilf mir doch 3:29
13. Wir sind stark 0:50

## Besetzung
- Gesang: Gitte Hænning
- Drums, Percussion: Curt Cress
- zusätzliche Percussion: Rudi Risavy
- Bass: Günther Gebauer
- Gitarren: Johan Daansen, Mats Björklund
- Keyboards, Synthesizers: Geoff Bastow, Mladen Franko, Hermann Weindorf
- Akkordeon: Armin Rusch
- Panflöte: Giuseppe Soler
- Trompeten: Manfred Niezgoda, Silos Pohanka
- Posaunen: George Delagaye, Josef Güntner
- Tuba: Robert Tucci
- Saxophone: Benny Gebauer, Giuseppe Solera
- Streicher der Münchener Philharmonie, Konzertmeister: Hans Herchenhan
- Chor: Edith Prock, Angelika Tiefenböck, Helmut Knorr, Günther Eric Thöner, Jerry Rix
- Tonmeister: Mal Luker
- Arrangements: Boris Jojic
- Zusatzarrangements: Geoff Bastow, Mats Björklund, Mal Luker
- Art Direction: Manfred Vormstein
- Design: Ariola Eurodisc/Studios
- Fotos: Calle Hesslefors
- Executive Producer: Peter Kirsten